# Hydrostatická rovnováha

Grafické znázornění rovnováhy tíhové síly a vztlakové síly

Hydrostatická rovnováha nastává, když je tíhová síla rovna velikosti vztlakové síly, působící v opačném směru. Tento fyzikální pojem se vztahuje na všechna tělesa v gravitačním poli.

## Astrofyzika
Jakákoliv vrstva hvězdy v libovolné hloubce pod povrchem se musí nacházet ve stavu hydrostatické rovnováhy, tj. rovnováhy mezi tepelným tlakem, působícím směrem ven z hvězdy, a tíhou materiálu, tlačícího směrem dovnitř. Pokud by se hvězda nenacházela v hydrostatické rovnováze, pak by se buď zhroutila, nebo naopak explodovala. Na podobném principu funguje nafukovací balónek – plyn uvnitř se tlačí směrem ven, zatímco zemská atmosféra působí na elastický materiál balónku směrem dovnitř, čímž tento tlak vyvažuje. V případě hvězdy směrem dovnitř působí její vnitřní gravitace, která ji stlačuje do nejkompaktnějšího možného tvaru – koule.
Hvězda však může dosáhnout tvaru ideální koule jen v případě, kdy na ni působí pouze její vlastní gravitace. Ve skutečnosti však nezanedbatelnou roli hrají i další síly, zejména odstředivá síla způsobená rotací hvězdy. Rotující hvězda v hydrostatické rovnováze má až do určité úhlové rychlosti tvar zploštělého sféroidu, pokud tuto rychlost přesáhne, nabývá tvaru trojosého elipsoidu, a u ještě vyšších rychlostí hruškovitého tvaru. Extrémním příkladem je hvězda Vega, jejíž rotační perioda činí 12,5 hodiny, takže v oblasti rovníku je její průměr o 20 % větší než mezi póly.
Pokud má hvězda velmi hmotného průvodce, potom na ni působí také slapové síly, které mohou hvězdu deformovat do tvaru trojosého elipsoidu i v případech, kdy samotná rotace by z ní vytvořila sféroid. Příkladem je hvězda Beta Lyrae.
Jev hydrostatické rovnováhy také omezuje množství mezihvězdného plynu přítomného v centrech kup galaxií.

## Planetologie
Pojem hydrostatické rovnováhy je klíčový také při určování, zda je nějaké vesmírné těleso planetou, trpasličí planetou či planetkou. Podle definice planety, přijaté Mezinárodní astronomickou unií roku 2006, mohou být za planety a trpasličí planety považována jen taková tělesa, jejichž gravitace postačuje k tomu, aby dosáhla hydrostatické rovnováhy. Většinou to znamená, že tělesa získají tvar sféroidu, ovšem např. rychle rotující trpasličí planeta Haumea má tvar elipsoidu. Hydrostatické rovnováhy mohou dosáhnout i některé měsíce planet, které však vlivem slapových sil také mohou nabýt tvar elipsoidu.
Vnitřní planety sluneční soustavy i trpasličí planety však nejsou ve stavu zcela ideální hydrostatické rovnováhy, neboť jejich povrch je nerovný. Definice tedy v jejich případě připouští určité odchylky, které však zatím Mezinárodní astronomická unie nijak nekvantifikovala. Velikost této přípustné odchylky ovlivňuje klasifikaci planetky Vesta, která již zřejmě kdysi hydrostatické rovnováhy dosáhla, ovšem později byla znatelně zdeformována dopadem jiného vesmírného tělesa.

## Atmosféra
Jev hydrostatické rovnováhy vysvětluje také fakt, proč se zemská atmosféra nezhroutí do velmi tenké vrstvy na povrchu Země. V atmosféře tlak vzduchu klesá se zvyšující se nadmořskou výškou. Tím vzniká síla směřující směrem nahoru (síla tlakového gradientu), která se snaží tyto rozdíly v tlaku zahladit. Na druhou stranu gravitační síla zase působí směrem dolů a její působení vyvažuje, takže atmosféra zůstává při zemi a udržuje si rozdíly v tlaku podle nadmořské výšky. Bez síly tlakového gradientu by se atmosféra zhroutila do mnohem tenčí slupky okolo Země a bez gravitace by ji zase síla tlakového gradientu rozptýlila do okolního vesmíru.